# 4498 Сінкояма
4498 Сінкояма (4498 Shinkoyama) — астероїд головного поясу, відкритий 5 січня 1989 року.
Тіссеранів параметр щодо Юпітера — 3,223.
Названо на честь Сін Коями (яп. しん・こやま(小山伸) сін кояма).